# Mantscha
Mantscha ist eine Ortschaft und eine Katastralgemeinde in der Gemeinde Hitzendorf und ein Ort in der Gemeinde Seiersberg-Pirka in der Steiermark.
Mantscha befindet sich im Hügelland südwestlich von Graz über dem Tal des Doblbaches. Im Osten trennt der Höhenzug Buchkogel-Bockkogel das Gebiet von der Weblinger Bucht im Grazer Feld.
Ehemals zu Attendorf gehörend, drängte anlässlich der Gemeindestrukturreform im Jahr 2015 die Dorfgemeinschaft auf einen Zusammenschluss von Mantscha mit der Gemeinde Seiersberg. Der Ort Mantscha blieb jedoch zweigeteilt.